# Zhang Jie (actor y cantante)
Zhang Jie conocido artísticamente como Jason Zhang es un actor y cantante pop chino, que saltó a la fama por medios de concursos de canto difundidas por televisión.

## Biografía
El 26 de septiembre del 2011 se casó con la cantante Xie Na, a la ceremonia asistieron sus amigos Nicky Wu, Xiaoshenyang, Bowie Tsang, entre otros. En febrero del 2018 la pareja le dio la bienvenida a sus dos gemelas. El 31 de diciembre de 2020, la pareja anunció que estaban esperando a su tercer bebé juntos.

## Discografía

### Álbumes
| Tipo de álbum     | Información del álbum                                                                                               | Pistas |
| ----------------- | --- | --- |
| 1st Studio        | The First Album (第一张) - Released: 15 de mayo de 2005 - Label: Shang Teng Universal                               | Ver listaTracklisting 1. 今生最爱 2. 爱的奇迹 3. 北斗星的爱 4. 最近的地方 5. 那年夏天 6. 你是所有 7. 幸福瞬间 8. 迷离 9. 并行线 10. 爱不说 |
| 2nd Studio        | Love Me Again (再爱我一回) - Released: 20 de septiembre de 2006 - Label: Shang Teng Universal                       | Ver listaTracklisting 1. 风 2. 再爱我一回 3. 如果爱 4. 你和我 5. 为了遇见你 6. 演唱会 7. 我们的歌 8. 你是特别的女孩 9. 真的不能离开你 10. 写下寂寞 11. 友忆思 12. 征途 |
| 1st Extended Play | The Most Beautiful Sun (最美的太阳) - Released: 17 de diciembre de 2007 - Label: EE-Media                           | Ver listaTracklisting 1. 最美的太阳 2. 花手绢 3. I'm a dreamer 4. 消失 |
| 3rd Studio        | The Day After Tomorrow (明天过后) - Released: 15 de septiembre de 2008 - Label: BUKU MUSIC (EE-Media)               | Ver listaTracklisting 1. 明天过后 2. 仰望星空 3. Cheer Up China 4. 留言 5. 往事随风 6. 回忆的独奏 7. 天下 8. 我们都一样 9. 恒星流星 10. 远走高飞 |
| 4th Studio        | Through Trilogy (穿越三部曲) - Released: 2 de noviembre de 2009 - Label: EE-Media                                   | Ver listaTracklisting 1. 看月亮爬上来 2. 穿越人海 3. 何必在一起 4. 微笑 5. 量身订做 6. 勿忘心安 7. 龙鳞 |
| 5th Studio        | It's Love (这，就是爱) - Released: 21 de noviembre de 2010 - Label: EE-Media                                        | Ver listaTracklisting 1. 包围 2. 青梅竹马 3. 这，就是爱 4. 今生今世 5. 女人到底想什么 6. 最悲歌 7. 云中的angel 8. 习惯了 9. 手中沙 10. 一切都值得 |
| 6th Studio        | Stand Up (最接近天堂的地方) - Released: 18 de noviembre de 2011 - Label: EE-Media                                   | Ver listaTracklisting 1. Marry me 2. 第一夫人 (My First Lady) 3. 最接近天堂的地方 (Stand Up) 4. 火鳥 (Flamingo) 5. 對 (Absolutely) 6. 下一個自己 (New Generation) 7. 讓你依靠 (I Am Your Man) 8. 秋天的童話 (Autumn's Fairy Tale) 9. 半透明的牆 (Translucent Wall) 10. 高飛 (Soaring) |
| 1st Cover         | The Love Songs We Once Encountered (那些和我們打過招呼的愛情) - Released: 19 de diciembre de 2012 - Label: EE-Media | Ver listaTracklisting 1. 原來你什麼都不要 2. 天空 3. 領悟 4. 突然想愛你 5. 夜盲症 6. 傷痕 7. 街角的祝福 8. 走路去紐約 9. 就算全世界與我為敵 10. 她不愛我 |

### Singles
| Título         | Lanzamiento | Álbum                          |
| -------------- | ----------- | ------------------------------ |
| 年轻的战场     | 2006        | 加油！好男儿                   |
| 流言有一千分贝 | 2007        | 13                             |
| 我最闪亮       | 2007        | 13                             |
| 雁南飞         | 2009-07     | 红星闪闪                       |
| 勿忘心安       | 2009-07-24  | Theme Song of Overheard (film) |
| 着魔           | 2010-04-07  | 恶魔法则                       |
| 徒手           | 2010-05-24  | Theme Song of Triple Tap       |

## Filmografía
| Año  | Título             | Personaje |
| ---- | ------------------ | --------- |
| 2006 | Chemistry Reaction | Wen Bo    |
| 2009 | China Idol Boys    | Zuo You   |

### Apariciones en programas de variedades
| Año             | Programa                                | Notas                             |
| --------------- | --------------------------------------- | --------------------------------- |
| 2020            | Sisters Who Make Waves (乘风破浪的姐姐) | invitado                          |
| 2016, 2018-2020 | Happy Camp                              | 7 episodios - invitado            |
| 2018            | Produce 101                             | mentor                            |
| 2016, 2018      | Hurry Up, Brother                       | invitado - episodio #4.06 y #6.11 |

### Eventos
| Año  | Título                          | Notas |
| ---- | ------------------------------- | ----- |
| 2021 | 2020 Weibo Night                |       |
| 2019 | Zhejiang TV’s T-Mall 11.11 Gala | -     |

## Competencias

### My Show
La experiencia de competición en la que Zhang Jie, asistió en my show en 2004.
| Evento              | Canción                | Artista original | Resultado |
| ------------------- | ---------------------- | ---------------- | --------- |
| Audition in Chengdu | As Long As You Love Me | Backstreet Boys  | promotion |
| 40/80               | This I Promise You     | N'Sync           | promotion |
| 20/40               | 无心伤害               | Alex To杜德伟    | promotion |
| 16/20               | I Do                   | 98 Degrees       | promotion |
| 14/16               | Bye Bye Bye            | N'Sync           | promotion |
| 12/14               | Right Here Waiting     | Richard Marx     | promotion |
| 10/12               | 一场游戏一场梦         | Dave Wong王杰    | promotion |
| 9/10                | Because Of You         | Jolin Tsai蔡依林 | promotion |
| 8/9                 | More Than Words        | Westlife         | promotion |
| Finale              | 北斗星的爱             | Jason Zhang      | champion  |

### Super Boy
En 2007 Zhang Jie, decidió formar parte en Hunan TV, en un famoso programa llamado "Super Boy", aunque no pudo ganar un lugar privilegiado en el top 3 en todo su país. Su experiencia en la asistencia se enumeran a continuación.
| Frecha    | Evento           | Canciones                                                                              | Cantantes originales                                                                                               | Resultados | Votos   |
| --------- | ---------------- | -------------------------------------------------------------------------------------- | --- | ---------- | ------- |
| 2007/17/4 | Chengdu Audition | Back To Your Heart 飞得更高                                                            | Backstreet Boys Wang Feng汪峰                                                                                      | promotion  | /       |
| 2007/29/4 | Chengdu 10/50    | I Swear 往事随风                                                                       | All-4-One Chyi Chin齐秦                                                                                            | promotion  | /       |
| 2007/9/5  | Chengdu 1/10     | Angel 曹操 不走                                                                        | Westlife JJ Lin林俊杰 Alex To杜德伟                                                                                | Champion   | 157755  |
| 2007/10/5 | Jinan Audition   | 飞得更高                                                                               | Wang Feng汪峰 | /          | guest   |
| 2007/18/5 | First Round      | 光荣时刻                                                                               | 阿沁 of F.I.R. | /          | guest   |
| 2007/19/5 | Second Round     | 刮目相看                                                                               | Gary Chaw曹格 | /          | guest   |
| 2007/25/5 | Nationwide 11/13 | 月亮代表我的心 天天想你                                                                | Teresa Teng邓丽君 Chang Yu-sheng张雨生                                                                             | promotion  | 170872  |
| 2007/1/6  | Nationwide 9/11  | 一想到你呀 红蜻蜓 Heal The World Danny Boy Seven Days                                  | A-mei张惠妹 小虎队 Michael Jackson Declan Galbraith Craig David                                                    | promotion  | 506674↑ |
| 2007/9/6  | Nationwide 7/9   | Don't Stop Shake Your Bon Bon 我们的故事                                               | Jolin Tsai蔡依林 Ricky Martin David Tao陶喆                                                                        | promotion  | 281418  |
| 2007/15/6 | Nationwide 6/7   | 千里之外 爱情电影 是否我真的一无所有 我们的生活充满阳光 我愿意                         | Fei Yu-ching费玉清 Jay Chou周杰伦 熊天平 Valen Hsu许茹芸 Dave Wong王杰 Zheng Jun郑钧 Faye Wong王菲                 | promotion  | 348002  |
| 2007/22/6 | Nationwide 5/6   | 吻别 你把我灌醉 快乐很伟大 山歌好比春江水 隐形的翅膀 过云雨 让我一次爱个够 我最摇摆    | Jacky Cheung张学友 黄大炜 Mayday五月天 傅锦华 Angela Chang张韶涵 Hins Cheung张敬轩 Harlem Yu庾澄庆 Harlem Yu庾澄庆 | promotion  | 382245  |
| 2007/29/6 | Nationwide 4/5   | 今天你要嫁给我 龙的传人 长城 海上花 Pop 夜夜夜夜 你的样子 往事随风                     | David Tao陶喆 Jolin Tsai蔡依琳 李建复 Beyond Jenny Tseng甄妮 N'Sync Chyi Chin齐秦 Lo Ta-yu罗大佑 Chyi Chin齐秦     | promotion  | 534533  |
| 2007/6/7  | Nationwide 3/4   | Superstar 舞月光 让我爱 又见一帘幽梦 爱情不会来 Right Here Waiting 翅膀 我是一只小小鸟 | S.H.E 伍思凯 阿桑 萧丽珠 Jun Jin Richard Marx JJ Lin林俊杰 赵传                                                    | eliminated | 1031715 |
| 2007/13/7 | Nationwide 2/3   | 来自你来自我来自他 一路上有你                                                          | Lo Ta-yu罗大佑 Jacky Cheung张学友                                                                                  | /          | guest   |
| 2007/20/7 | Finale           | 我是一只小小鸟 千万次的问                                                              | 赵传 Liu Huan刘欢                                                                                                  | /          | guest   |

## Premios
- 2004/06/08 2004 My Show Champion
- 2007/06/07 Super Boy nationwide the fourth
- 2010/11/28 Mnet MAMA Best Asian Artist
- 2010/12/19  TVB8 Mandarin Music On Demand Top 10 Songs: Watch Moon Rise (看月亮爬上來)
- 2010/12/19  TVB8 Mandarin Music On Demand Mainland Most Popular Male Singer
- 2011/04/10  1st Annual Global Chinese Golden Chart

## Obras publicadas
| Título                         | Fecha de publicaciçon | Tipo          |
| ------------------------------ | --------------------- | ------------- |
| The Fleeting Time (杰出的流年) | 2008-04-11            | Biografçia    |
| Be Yourself (张杰的假日时光)   | 2009-01-01            | Foto de libro |